# Богатиренко Владислав Миколайович
Владисла́в Микола́йович Богатире́нко (1999—2023) — солдат Збройних сил України, учасник російсько-української війни, що відзначився у ході російського вторгнення в Україну. Герой України (посмертно).

## Життєпис
Народився 20 грудня 1999 року в с. Тарасівка Охтирського району Сумської області. Навчався в місцевій школі. Після її закінчення здобув освіту у філії ДНЗ «Охтирський центр ПТО» у смт Велика Писарівка, де здобув фах слюсаря з ремонту сільськогосподарських машин та устаткування, тракториста-машиніста та водія. Після проходження строкової служби уклав контракт із ЗСУ.
З початком російського вторгнення в Україну перебував на військовій службі. Під час одного з боїв у районі населеного пункту Залізнянське, під м. Соледар Донецької області зазнав важкого поранення. Був доправлений до військового госпіталю в м. Дніпро, однак рани виявилися несумісними з життям, 16 липня 2023 року помер.
Похований у Тарасівці. 

## Відзнаки
- Звання Герой України з удостоєнням ордена «Золота Зірка» (23 серпня 2024, посмертно) — за особисту мужність і героїзм, виявлені у захисті державного суверенітету та територіальної цілісності України, самовіддане служіння Українському народові[3].
- Відзнака командувача Сухопутних військ Збройних Сил України — Нагрудний знак «За особисту хоробрість» (квітень 2023);
- Почесний нагрудний знак «Сталевий хрест» (грудень 2022).[1]